# Marche
Marche (plurál, původně Marca d'Ancona – Anconská marka) je region ve střední Itálii. Na severu sousedí s Emilií-Romagnou, na severozápadě se San Marinem a Toskánskem, Umbrií na jihozápadě, Abruzzem a Laziem na jihu a Jaderským mořem na východě. Region má rozlohu 9 694 km² a žije zde 1,5 miliónu obyvatel. Dělí se na 5 provincií. Hlavním městem je Ancona.

## Historie

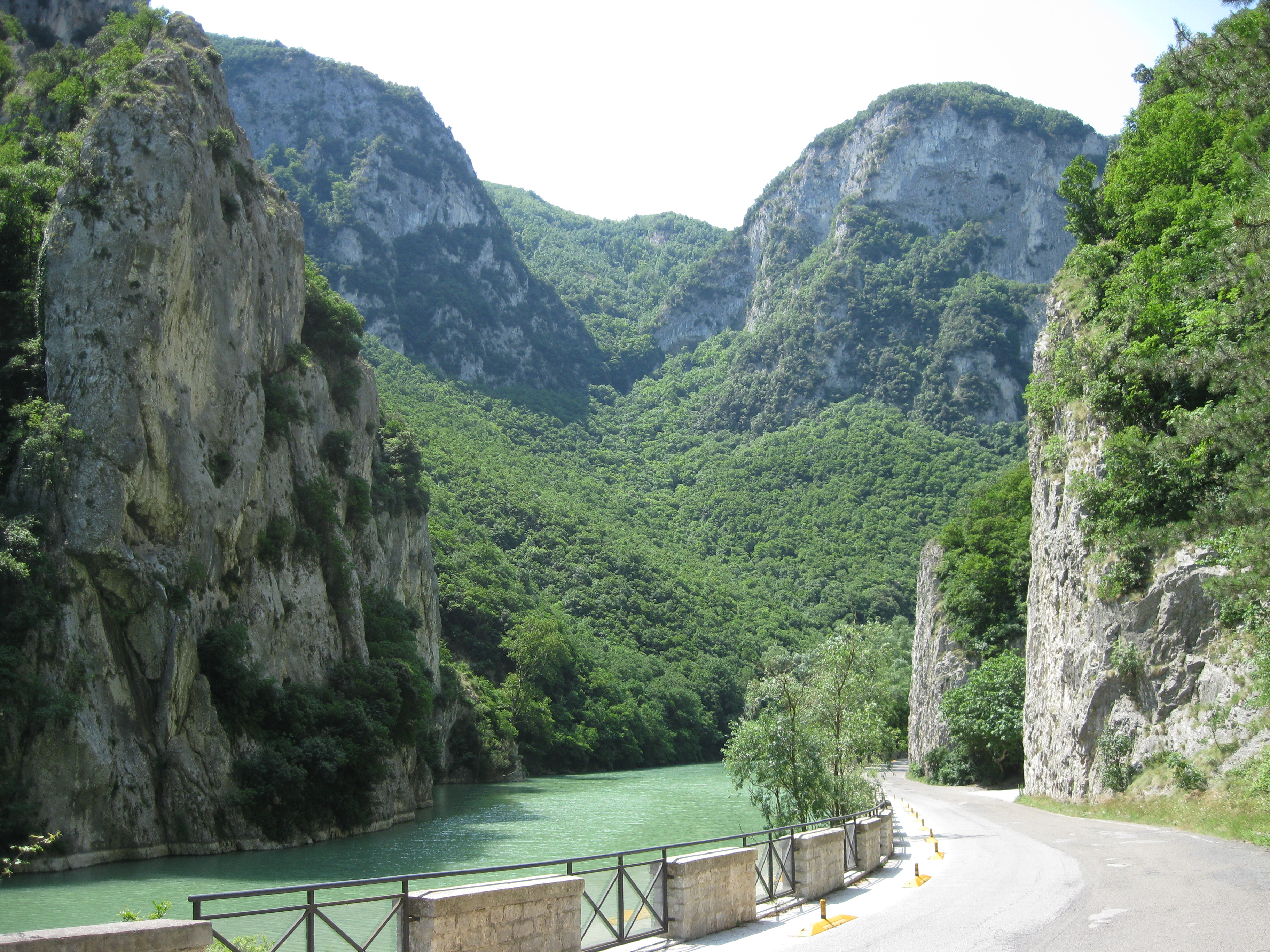
Kaňon Furlo

Zdejší kraj ve starověku obýval kmen Picenů, po nichž přišli Galové. Sídlili zde i Řekové a Římané. Později se zde mísil vliv Langobardů a Byzantinců. Roku 754 darovali Frankové severní část kraje papeži. V 10. století byl kraj označována jako marche (hraniční oblast), právě zde končil vliv římsko-německého císaře. Ancona a další města (Urbino, Pesaro) se časem stávala svobodnými městy. Urbino se v druhé polovině 15. století, za vlády zdejšího rodu Montefeltro, stalo jedním z center evropské kultury. Od 16. století se znovu začala upevňovat moc papeže, v letech 1631 až 1860 bylo celé území součástí Papežského státu.

## Geografie
Region Marche má kopcovitý (69 % rozlohy) a hornatý povrch (31 % území). Rovinaté plochy se nachází pouze na pobřeží Jaderského moře. Na západě, na hranicích kraje, se rozkládají Střední Apeniny, respektive jejich podjednotka Appennino umbro-marchigiano. V jihozápadní části Marche leží nejvyšší pohoří kraje Monti Sibillini, s nejvyšší horou Monte Vettore (2476 m). Směrem k pobřeží přechází hory v kopcovitou krajinu, které přerušuje (kolmo k řetězci hor) řada údolí s krátkými řekami. K největším řekám náleží Metauro (121 km), Tronto (115 km), Potenza (95 km), Chienti (91 km) Foglia (90 km).

## Politika
V čele regionu stojí guvernér (Presidente), jenž je volen v přímé volbě na pětileté funkční období. Guvernér je zároveň hlavou regionální vlády (Giunta), jež se v současnosti skládá ze sedmi ministrů (Assessori). Nyní je guvernérem Francesco Acquaroli za stranu Bratři Itálie.
Legislativním sborem je Zákonodárné shromáždění (Assemblea Legislativa), které má 31 členů a je voleno poměrným systémem. Volby probíhají společně s volbou guvernéra jednou za pět let. Jedno křeslo v zastupitelstvu je rezervováno pro guvernéra regionu.

### Výsledky posledních voleb do regionálního zastupitelstva (září 2020)
|                      |                      |                  |                     |         |       |         |
| Koalice              | Koalice              | Strana           | Strana              | Hlasy   | Hlasy | Mandáty |
| Koalice              | Koalice              | Strana           | Strana              | Abs.    | %     | Mandáty |
|                      | CDX                  |                  | Liga severu         | 139 438 | 22.4  | 8       |
|                      | CDX                  | Bratři Itálie    | 116 231             | 18.7    | 8     |         |
|                      | CDX                  | Forza Italia     | 36 716              | 5.9     | 2     |         |
|                      | CDX                  | Unie středu      | 14 067              | 2.3     | 1     |         |
|                      | CDX                  | Civitas Civici   | 12 958              | 2.1     | 1     |         |
|                      | CDX                  | Hnutí pro Marche | 5 730               | 0.9     | 0     |         |
| Středopravice celkem | Středopravice celkem | 325 140          | 52.2                | 20      |       |         |
|                      | CSX                  |                  | Demokratická strana | 156 394 | 25.1  | 8       |
|                      | CSX                  | Italia Viva      | 19 742              | 3.2     | 0     |         |
|                      | CSX                  | Obroda Marche    | 17 268              | 2.8     | 1     |         |
|                      | CSX                  | Ostatní strany   | 33 779              | 5.4     | 0     |         |
| Středolevice celkem  | Středolevice celkem  | 227 183          | 36.5                | 9       |       |         |
|                      | Hnutí pěti hvězd     | Hnutí pěti hvězd | Hnutí pěti hvězd    | 44 330  | 7.1   | 2       |
|                      | Ostatní strany       | Ostatní strany   | Ostatní strany      | 26 301  | 4.2   | 0       |
| Celkem               | Celkem               | Celkem           | Celkem              | 622 954 | 100   | 31      |

## Administrativní členění

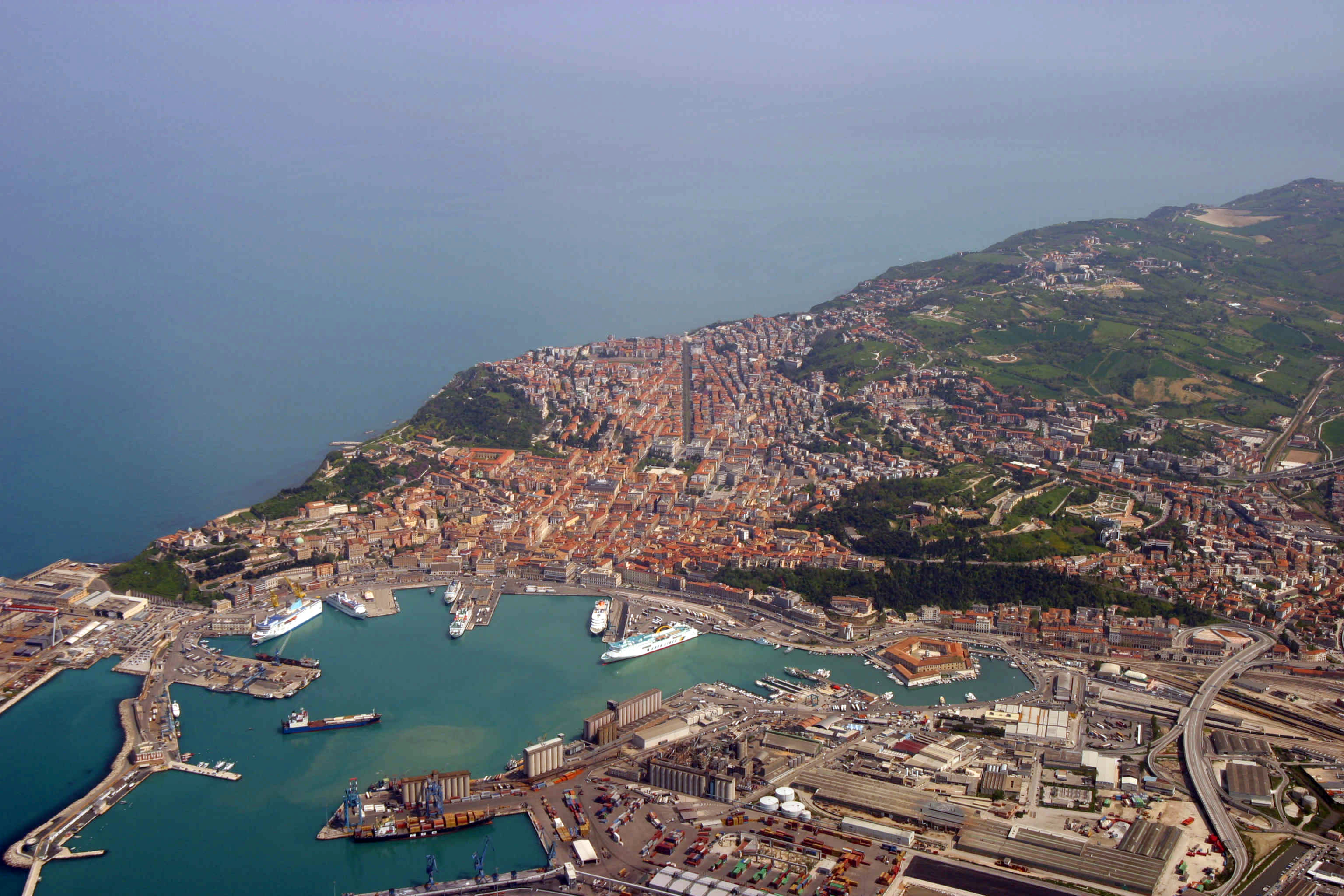
Ancona

Region Marche je rozdělen na pět provincií. Hlavním městem Marche je Ancona.
- Provincie Ancona
- Provincie Ascoli Piceno
- Provincie Fermo
- Provincie Macerata
- Provincie Pesaro e Urbino

## Turismus

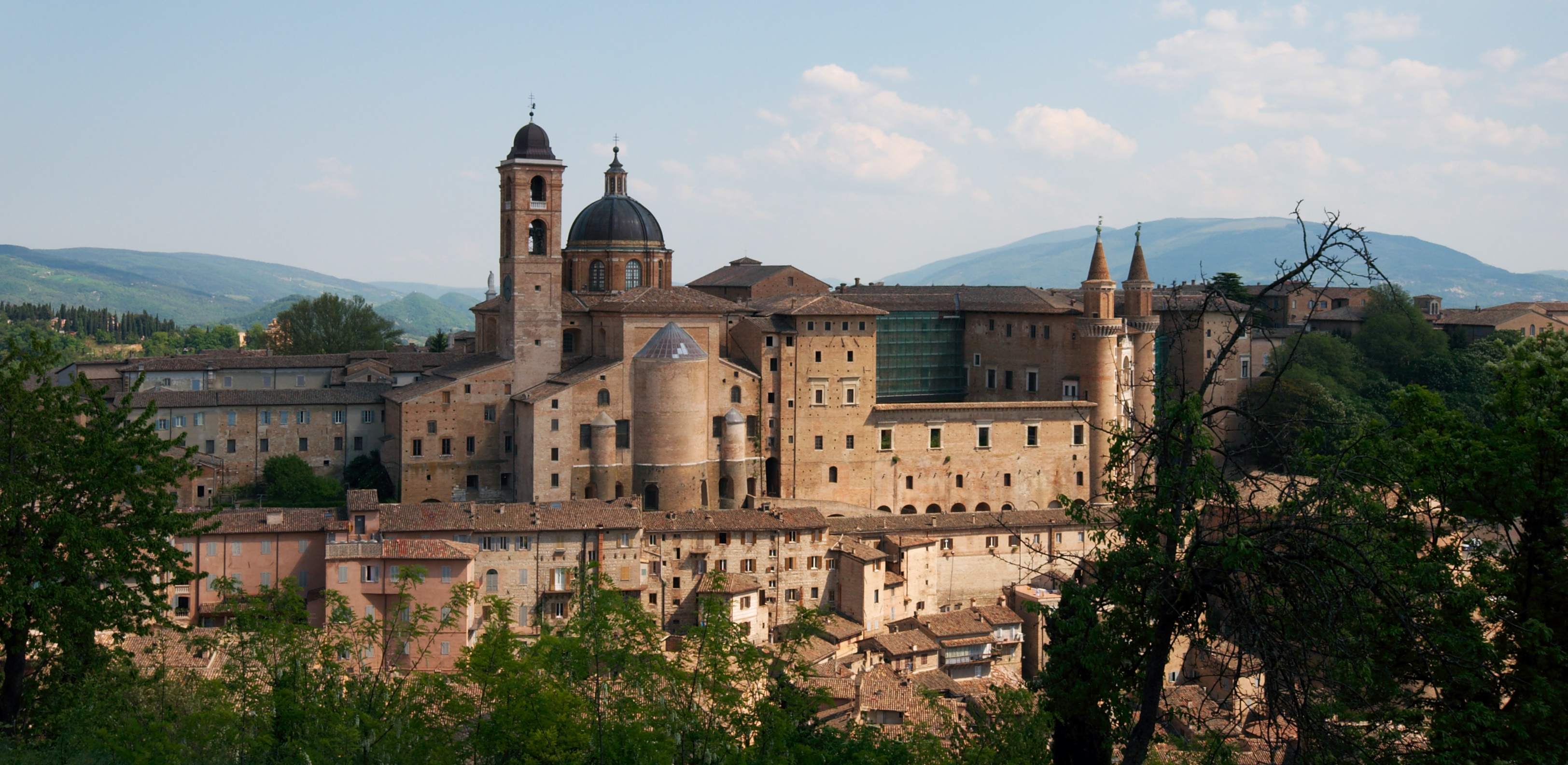
Urbino

Mezi hlavní turistická centra regionu patří:
- Ancona
- Urbino
- Ascoli Piceno
- Loreto
- Recanati

Přímořská letoviska
- Pesaro
- Fano
- Civitanova Marche